# Lenny Robertson
Leonard David "Lenny" Robertson (ur. 10 października 1950 w Hammersmith) – brytyjski wioślarz, srebrny medalista olimpijski i srebrny medalista mistrzostw świata.

## Kariera
Wystąpił na igrzyskach olimpijskich w Monachium w 1972, zajmując siódme miejsce w czwórkach bez sternika. Na rozgrywanych cztery lata później igrzyskach olimpijskich w Montrealu startował w ósemkach. Osada Wielkiej Brytanii w składzie: Richard Lester, John Yallop, Tim Crooks, Hugh Matheson, David Maxwell, Jim Clark, Frederick Smallbone, Lenny Robertson i Patrick Sweeney (sternik) zdobyła srebrny medal, plasując się o 2,53 sekundy za osadą NRD i o 2,69 sekundy przed osadą Nowej Zelandii. Brał też udział w igrzyskach olimpijskich w Moskwie w 1980, gdzie był siódmy w czwórkach ze sternikiem. 
W ósemkach zdobył również srebrny medal na mistrzostwach świata w Lucernie (1974). Był też między innymi czwarty w czwórkach ze sternikiem na mistrzostwach świata w Nottingham (1975) oraz piąty w ósemkach na mistrzostwach świata w Amsterdamie (1977).
Po zakończeniu kariery został trenerem wioślarstwa w Nottinghamshire County Rowing Association. 